# В'язівські вікові дуби
В'язівські вікові дуби — ботанічна пам'ятка природи місцевого значення. Пам'ятка природи розташована в Павлоградському районі Дніпропетровської області, Кочерізьке лісництво, кв. 40.
Площа — 5,0 га, створено у 1972 році.